# Flachstöckheim
Flachstöckheim ist einer der insgesamt 31 Stadtteile der kreisfreien Stadt Salzgitter in Niedersachsen, gelegen in der Ortschaft Südost.
Flachstöckheim gehörte bis zum 31. März 1942 zum Landkreis Goslar und wurde durch einen Verwaltungsakt am 1. April 1942 ein Teil der Großstadt Watenstedt-Salzgitter. Am 23. Januar 1951 wurde diese amtlich in Salzgitter umbenannt.

## Geschichte

### Ortsname und Gründungszeit
Flachstöckheim gehört sprachwissenschaftlich zu den sogenannten „hêm“-Orten, was im Altsächsischen für „Siedlung“ oder „Dorf“ stand. Zu dieser Gruppe zählen heute die Ortsnamen, die auf -heim, „am“ oder „um“ enden. Im Salzgittergebiet sind diese Orte etwa im 5. und 6. Jahrhundert entstanden. Das Bestimmungswort „stöck“ des Ortsnamens wird mehrheitlich auf das Altsächsische „stokk“ zurückgeführt, das auf eine Ansammlung von Baumstümpfen oder -stämmen hindeutet, wahrscheinlich ein Hinweis auf die Rodungsgeschichte des Dorfes. Eine andere Deutung geht von dem Eigenschaftswort „stockig“ (für Stauung von Feuchtigkeit) aus, durch das die Lage des Ortes in einer feuchten Niederung der Fuhse beschrieben wird. Der Ortsname variierte anfänglich nur wenig von Stocheim (Ende 8. Jh.), Stokem (1209) zu Stockeim (1264). Zu Beginn des 13. Jahrhunderts erscheint auch der Ortsname Vlaslande, womit auf die Flachsgewinnung im Ort hingewiesen wird. Ab 1349 werden beide Namen zusammengefasst (Flasstockem), wohl um den Ort besser von den anderen Stöckheim-Orten der Umgebung zu unterscheiden. 1590 findet man in einem Kirchenvisitationsbuch erstmals die heute gebräuchliche Form „Flachstöckheim“.
Eine Zuordnung früher Schriften zum Ort Flachstöckheim stellt sich als schwierig heraus, da es im nahen Umkreis fünf Orte mit dem Namen „Stöckheim“ gab: Flachstöckheim, Groß Stöckheim im Landkreis Wolfenbüttel, die Wüstung Klein-Stöckheim bei Fümmelse, eine Wüstung Stockim am Harly bei Lengde (Vienenburg) und der Braunschweiger Stadtteil Stöckheim. Man geht heute davon aus, dass die älteste Erwähnung des Ortes im Codex Eberhardi steht, einem Verzeichnis des Klosters Fulda. Danach hat zwischen 780 und 802 Wodiltag, ein sächsischer Häuptling, dem Kloster Fulda einen Teil seiner Besitzungen aus 20 Orten übertragen, darunter auch Land in „Stocheim“. Unumstritten ist eine Urkunde vom 28. August 1188, in der Kaiser Friedrich I. eine Stiftung von sieben Hufen in Stöckheim an das Kloster Neuwerk in Goslar bestätigt.

### Zugehörigkeit
Flachstöckheim lag im Mittelalter im Leraga (auch Leragau oder Liergau), der wiederum zum 815 durch Ludwig den Frommen gegründeten Bistum Hildesheim gehörte. Nach Neuordnung des Fürstentums Hildesheim (so die Bezeichnung des weltlichen Besitzes des Bistums) gehörte der Ort ab 1330 zum Amt Liebenburg. Zwischen 1523 (Ende der Hildesheimer Stiftsfehde) und 1643 gehörte der Ort zum Herzogtum Braunschweig, danach wurde das Gebiet wieder Hildesheim zugesprochen. 1802 verlor das Bistum Hildesheim seine Eigenständigkeit und Flachstöckheim zählte von da an zu Preußen. In der Zeit der Napoleonischen Herrschaft von 1807 bis 1813 war Flachstöckheim eine Commune im Canton Salzgitter des Distrikts Goslar im Königreich Westphalen. Mit dem Wiener Kongress wurde 1815 das Königreich Hannover geschaffen, dem auch die Gebiete des früheren Hochstifts Hildesheim zugeschlagen wurden. Hannover wiederum wurde 1866 vom Königreich Preußen annektiert. Nach der Neugliederung der preußischen Landordnung vom 6. März 1884 wurde aus der Stadt Goslar und den Amtsbezirken Liebenburg und Wöltingerode der Landkreis Goslar gebildet, dem Flachstöckheim ab 1885 angehörte. Zum 1. April 1942 wurde Flachstöckheim ein Stadtteil der neugegründeten Stadt Watenstedt-Salzgitter, seit 1951 lautet der Ortsname Salzgitter-Flachstöckheim.

### Gut und Park von Flachstöckheim

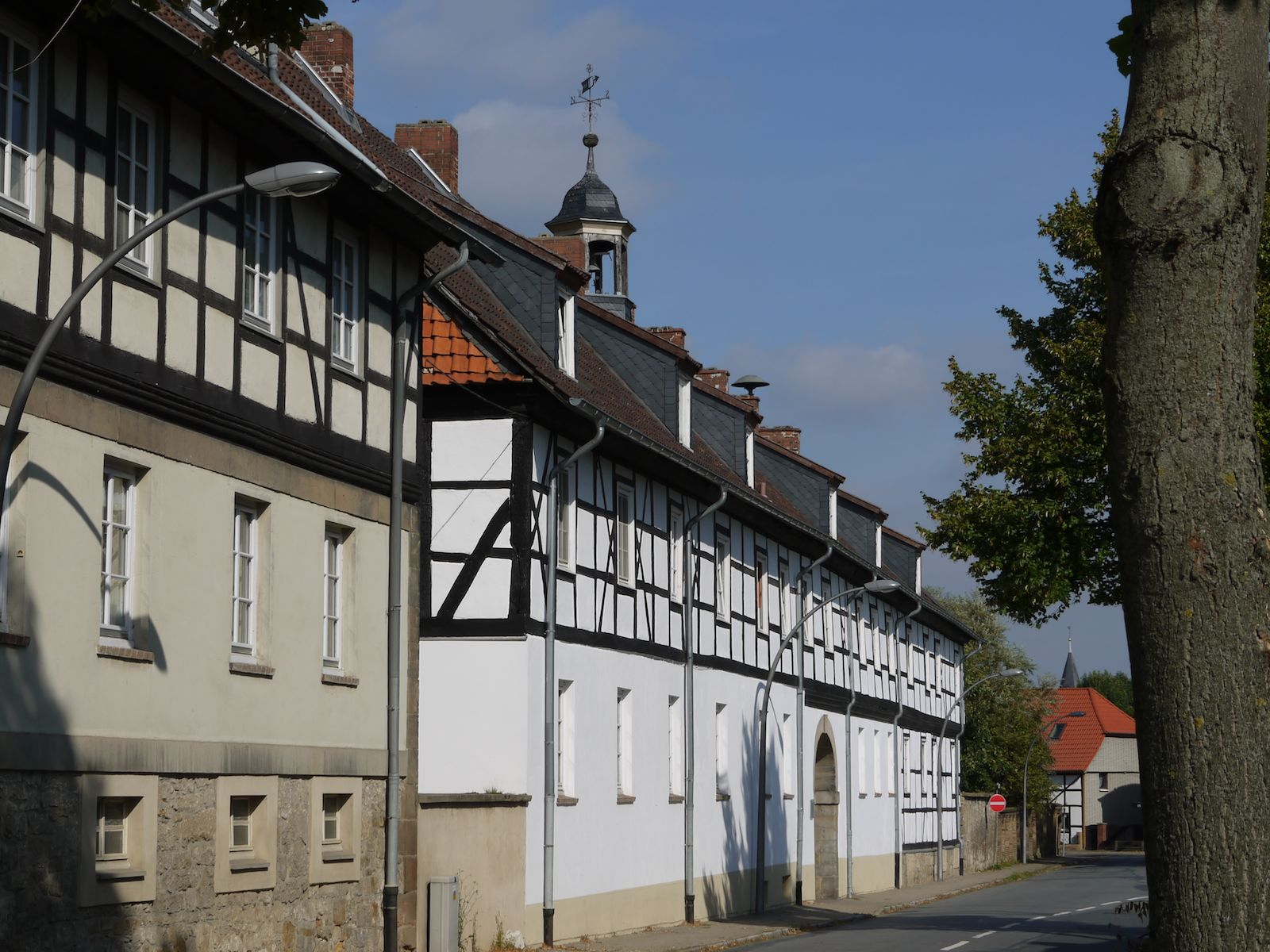
Außenansicht der Gutsanlage

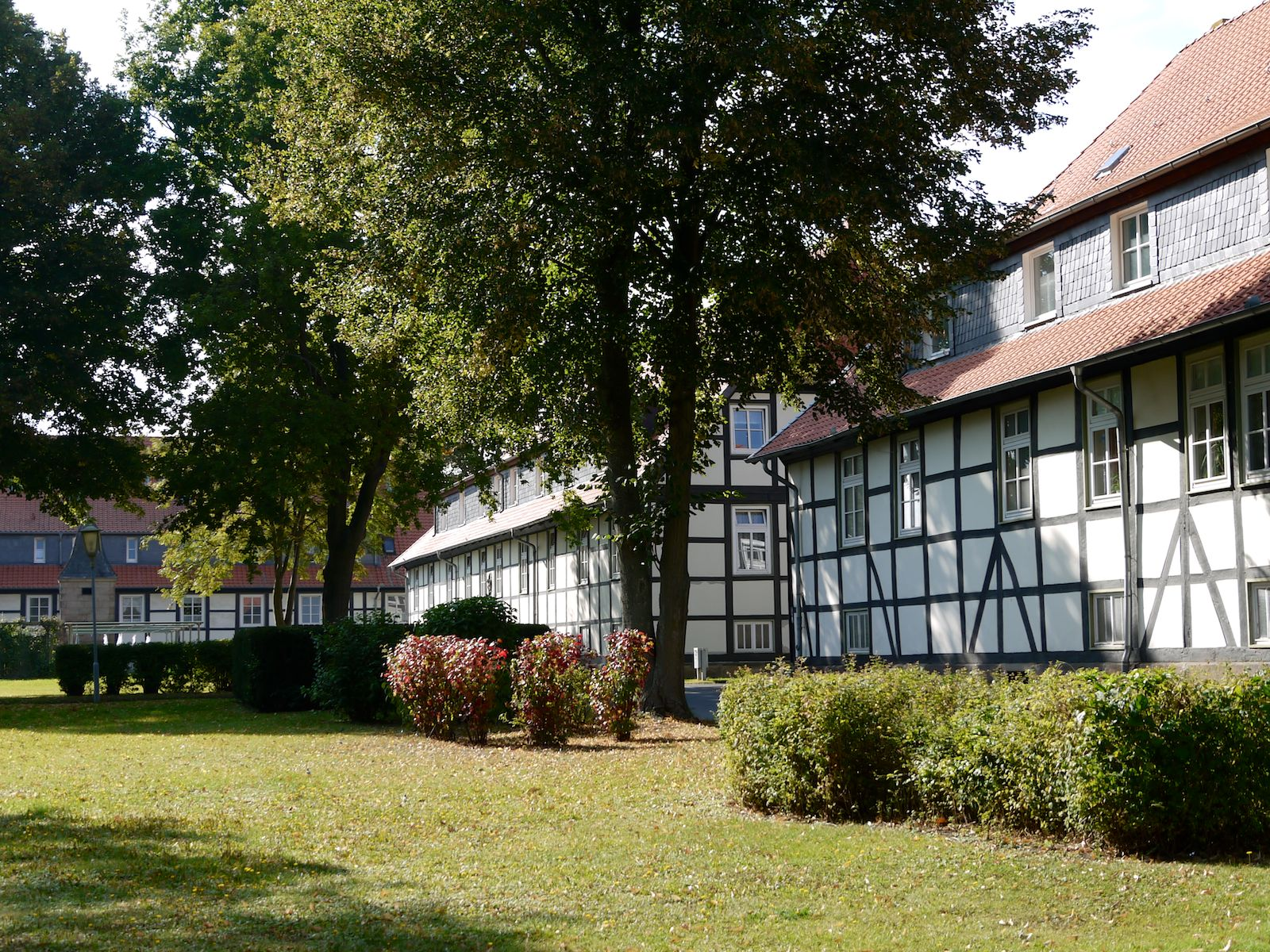
Innenhof der Gutsanlage

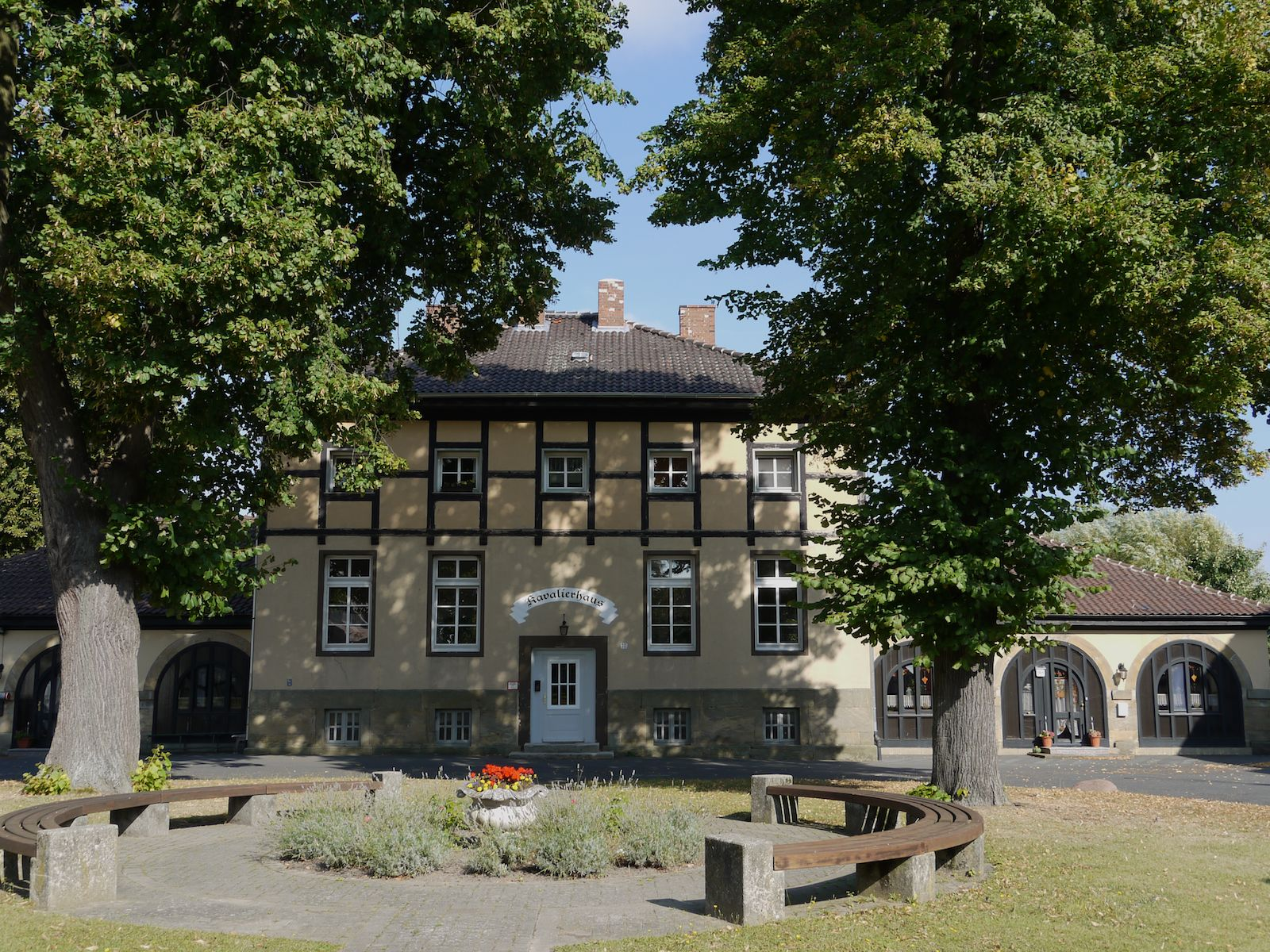
Kavalierhaus der Gutsanlage

Hans und Heinrich von Schwicheldt wurden bereits 1350 mit einem Hof, fünf Hufen Land und Gütern in Flachstöckheim belehnt. Ihre Aufgabe war der Schutz der Grenze des Bistums Hildesheim gegen die Braunschweigischen Welfen. Hans von Schwicheldt wurde 1377 zum Ritter geschlagen. Die Familie baute danach ihren Besitz im Dorf ständig aus, so dass ihr 1428 bereits das ganze Dorf gehörte. Außerdem erhielt Conrad von Schwicheldt die Erlaubnis, für sich und seine Familie einen Walhof (eine umfriedete Hofanlage) zu erbauen, dieser lag südlich des heutigen Worthlahweges. Als Charlotte Eleonore von Schwicheldt 1718 den Familienbesitz übernahm, wurden der Bau einer neuen Gutsanlage geplant. Erste Bauten wurden um 1722 begonnen, um auf dem Gelände der Alten Burg Wohnraum für die Handwerker und Tagelöhner zu schaffen. Der Neubau des Gutes wurde um 1730 begonnen. Ein Plan der Gutsanlage von 1734 zeigt an der Nordseite des Geländes das Herrenhaus, das auch heute noch erhalten ist. Östlich schließen sich ein Küchenhaus und weitere Garten- und Gewächshäuser an. Im Osten begrenzt ein Brauhaus das Gelände, im Süden das Torhaus mit Ställen und Wagenremise. Im Westen bilden eine Scheune und ein Schafstall den Abschluss.
Etwa ab 1750 begannen die Söhne von Charlotte Eleonore – Ernst Otto, August Eberhard und August Wilhelm – eine umfangreiche Erweiterung der Gutsanlage. Die Planungen hierzu lagen in der Hand des Festungsbaumeisters Dinglinger und des Hof-Baumeisters Johann Dietrich Heumann – beide aus Hannover. Die Gutsanlage wurde nach Westen hin erweitert und es wurden weitere Wirtschaftsgebäude, Ställe und eine zweite Scheune erbaut. Eine letzte Baumaßnahme durch die Familie von Schwicheldt wurde 1807 durchgeführt, als das im Osten stehende Brauhaus abgerissen und durch das „Kavalierhaus“ ersetzt wurde. Die Familie von Schwicheldt erwarb 1859 das Schloss Söder und verlegte 1869 ihren Familiensitz dorthin. Die Gutsanlage in Flachstöckheim wurde danach verpachtet. Im Zuge des Aufbaus der Hermann Göring Werke erwarben die Reichswerke die Anlage Ende der 1930er Jahre. Diese ließen die Gutsgebäude umbauen und hier Wohnungen für die Beschäftigten der nahen Bergwerke errichten. Die Anlage wurde 1981/82 umfassend renoviert und befindet sich heute im Besitz der Wohnbau Salzgitter.
Mit dem Bau der Gutsanlage wurde an der Nordseite auch ein Garten angelegt, von dem Baupläne aus dem Jahr 1753 erhalten sind. Diese zeigen einen im Stil der Gartenanlagen von Versailles angelegten Barockgarten. Der Garten war nahezu quadratisch und umfasste eine Fläche von etwa 20 Morgen. Vom Eingang des Herrenhauses führte ein Hauptweg nach Norden, der in der Gartenmitte einen kleinen Platz querte. An der West- und Ostseite des Gartens schlossen sich verschiedene Nutzgärten an, später wurde im Westen noch ein Baumgarten angelegt. Die Anlage war von einer Mauer umgeben, den Zugang zum Hauptweg bildete ein schmiedeeisernes Tor in der Nordwand. Im Jahr 1837 ließ die Familie von Schwicheldt den Garten im Stil eines englischen Landschaftsgartens umbauen. Während des Zweiten Weltkriegs und in den folgenden Jahren verfiel der Garten. Heute (2013) sind noch ein Teil des Baumbestandes und die Außenmauer erhalten. Die Gartenanlage, zu der auch eine Freilichtbühne gehört, wurde zuletzt 2008 bis 2010 durch die Stadt Salzgitter saniert.
Das Rittergut wurde zum Ende der 1930er-Jahre von den Reichswerken „Hermann Göring“ gekauft, die es umbauten und dort Wohnungen für die Bergleute der Schachtanlage Wortlah-Ohlendorf errichteten.

### Wassermühle
Die Familie von Schwicheldt ließ erstmals 1720 eine Wassermühle anlegen. Diese lag am Mühlenteich, der durch die Fuhse gespeist wird. Da die Mühle wohl ohne behördliche Genehmigung gebaut worden war, ließ das Amt Liebenburg als zuständige Behörde diese im folgenden Jahr wieder abreißen. Erst 1744 erteilt der Hildesheimer Fürstbischof Clemens August die Konzession zum Bau einer Mühle. Diese wurde im nächsten Jahr fertiggestellt, es handelte sich um eine oberschlächtige Wassermühle, das Wasserrad hatte einen Durchmesser von vier Metern. Dem Müller wurde auch das Recht verliehen, eine Branntweinbrennerei zu betreiben. Zur Verbesserung der Leistung erhielt die Mühle 1927 einen zusätzlichen Motorantrieb. Die Mühle wurde 1943 außer Betrieb genommen, das Gebäude ist heute noch erhalten.

### Bergbau
Angeregt durch den wirtschaftlichen Erfolg des nahen Kaliwerks Thiederhall in Thiede wurde ab 1905 in der Gemarkung südlich von Flachstöckheim nach Kalisalzen gesucht. Betreiber war die von den Kaliunternehmern Max und Hermann Gumpel in Hannover gegründete Gewerkschaft Friedrichroda. Nachdem in mehreren Probebohrungen abbauwürdige Kalisalze nachgewiesen werden konnten, wurde im Frühjahr 1911 mit den Teufarbeiten für einen Schacht begonnen. Dieser wurde im Frühjahr 1914 mit einer Endteufe von 615 Metern fertiggestellt. Die Förderung konnte kriegsbedingt aber erst im August 1919 aufgenommen werden. In Folge der Kalikrise zu Beginn der 1920er Jahre und dem damit einsetzenden Konzentrationsprozess im Kalibergbau wurde die Produktion 1924 eingestellt.
Im Gegensatz zu den früh bekannten Eisenerzlagern im Süden Salzgitters wurden die Erzvorkommen bei Flachstöckheim erst zu Beginn der 1920er Jahre durch Probebohrungen von Anton Raky entdeckt. Ein erster Versuch, ab 1936 auf dem Gelände des Kaliwerks Friedrichroda einen Schacht zu teufen, scheiterte wegen starker Wasserzuflüsse. Ein zweiter Schacht (Schacht Wortlah) wurde ab 1937 etwa 200 m weiter östlich niedergebracht, dieser erreichte im Dezember 1939 seine Endteufe von 779 m. Im April 1940 wurde östlich von Ohlendorf mit den Teufarbeiten für den zweiten Schacht begonnen, dieser wurde am 11. November 1941 fertiggestellt. Das Eisenerzbergwerk wurde bis 1965 betrieben, seit dem Beginn des Abbaus Ende 1939 wurden hier 9,01 Millionen Tonnen Roherz gefördert.

### Bevölkerungsentwicklung
| Jahr | Einwohner |
| ---- | --------- |
| 1821 | 410       |
| 1848 | 496       |
| 1871 | 396       |
| 1925 | 397       |
| 1933 | 367       |
| 1939 | 583       |
| 1946 | 1381      |
| 1950 | 1493      |
| 1955 | 1549      |

| Jahr | Einwohner |
| ---- | --------- |
| 1960 | 1290      |
| 1970 | 1404      |
| 1980 | 1303      |
| 1990 | 1244      |
| 2000 | 1279      |
| 2006 | 1092      |
| 2010 | 1007      |
| 2012 | 965       |
| 2014 | 1013      |

| Jahr | Einwohner |
| ---- | --------- |
| 2016 | 1015      |
| 2018 | 1022      |
| 2019 | 998       |
| 2020 | 1002      |
| 2021 | 1010      |
| 2022 | 1002      |
| 2023 | 1030      |
| 2024 | 1003      |

## Religion

### Evangelische Kirche

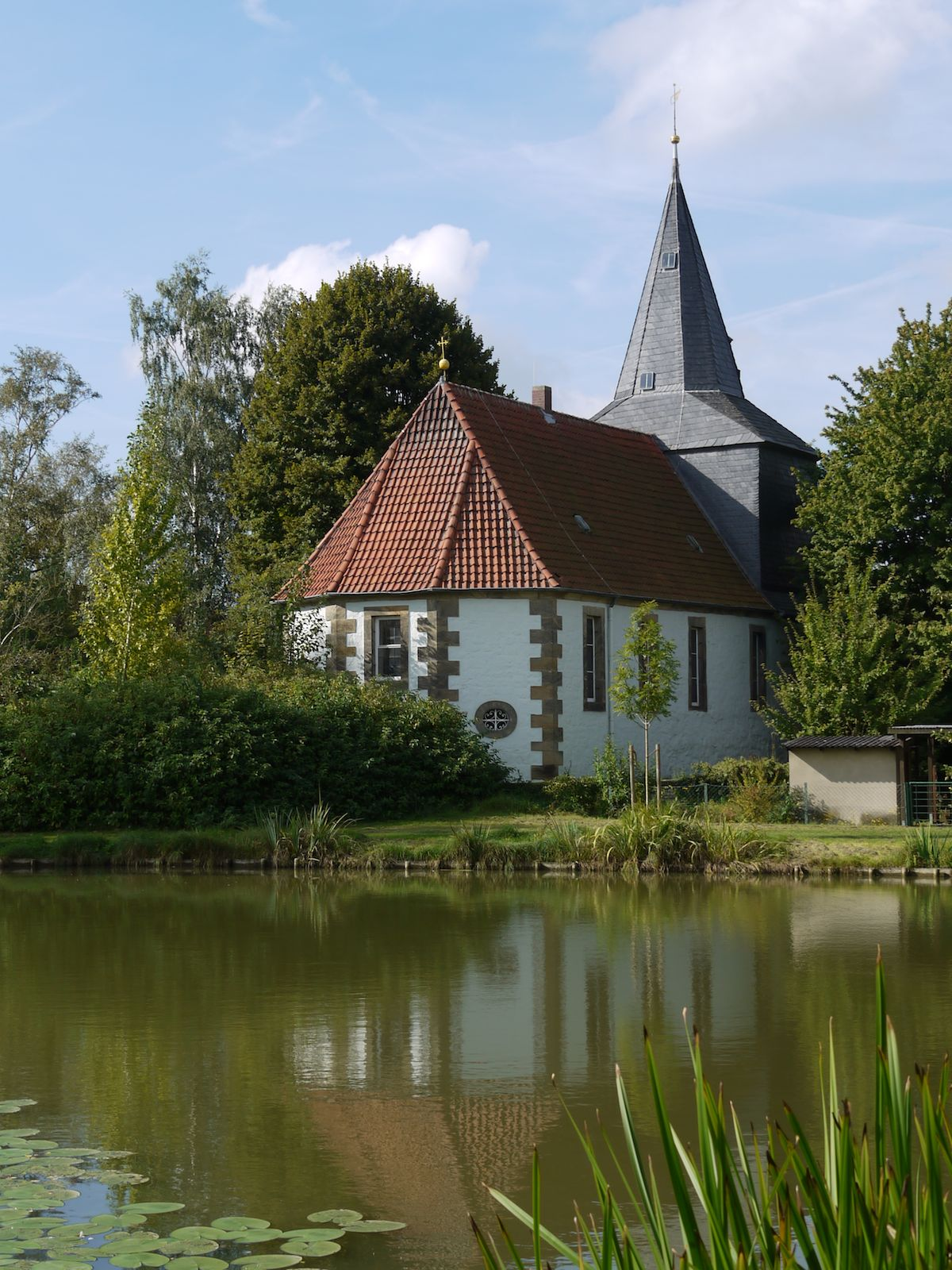
Evangelische Kirche

Das heutige Kirchengebäude wurde Anfang des 18. Jahrhunderts auf alten Fundamenten der früheren Befestigungsmauern des Walhofes des Dorfes errichtet. Die Außentür trägt die Jahreszahl 1748 und gibt damit einen Hinweis auf eine damalige Erweiterung der Kirche. Ursprünglich wurde der Fachwerkanbau an der Südseite als Leichenhaus genutzt, später wurde der Eingang zur Kirche hierin verlegt. Das Kirchengebäude wurde aus Bruchsteinen der alten Befestigungsanlagen gebaut, der Seitenanbau und der Kirchturm sind in Fachwerkbauweise errichtet. Der Turm erhielt später eine Schieferverkleidung. Ursprünglich war auch das Kirchendach schiefergedeckt, bei einer Erneuerung von 1948 wurde es aus Kostengründen durch ein Ziegeldach ersetzt. Das Innere ist noch im ursprünglichen Stil geblieben, die Wände sind in hellen Farben verputzt. Noch erhalten sind Kugel und Wetterfahne des Kirchturms von 1774, ebenso die beiden Glocken; die größere der beiden wurde 1732 von Charlotte Eleonore von Schwicheldt gestiftet, die kleinere Glocke stammt von 1750. Die Glocken mussten zwar in den Weltkriegen abgegeben werden, wurden aber nicht eingeschmolzen und kamen, abgesehen von einem Sprung, unbeschädigt wieder zurück. Die Turmuhr stammt aus dem Jahr 1907 und war eine Spende des damaligen Kirchenvorstehers. Die Orgel wurde der Gemeinde 1895 von Curd von Schwicheldt geschenkt.
Das Patronat über die Kirche lag bis 1817 beim Goslarer Kloster Neuwerk, danach ging es bis 1940 an der Familie von Schwicheldt. Über eine Pfarre wird bereits in einem Visitationsbericht von 1542 bis 1544 berichtet, für den Ort war zu dieser Zeit ein Lohnpfarrer zuständig, der seinen Sitz in Lobmachtersen hatte. Dieser Verbund der beiden Pfarrämter währte bis 1658, danach wurde die Pfarre Flachstöckheim von Beinum aus betreut. Als die Pfarre 1757 selbstständig wurde, wurde auch der Bau eines eigenen Pfarrhauses geplant, das 1769 fertiggestellt wurde. Die Reformation wurde 1568 durch Herzog Julius (1568–1589) eingeführt. Heute gehört Flachstöckheim zur Propstei Salzgitter-Bad und bildet mit den Gemeinden Flöthe, Groß Mahner und Ohlendorf einen Pfarrverband.

### Katholische Kirche
Durch den Aufbau der Reichswerke und den Ausbau des Eisenerzbergbaus wurden ab 1937 in großem Umfang Arbeitskräfte nach Salzgitter geholt. Hierdurch wuchs auch der Anteil der katholischen Einwohner und so wurden bereits ab Sommer 1938 die ersten katholischen Notgottesdienste in einem Gasthaus von Flachstöckheim gehalten. Zuständig war die Pfarrkirche St.-Marien in Salzgitter-Bad, die nach dem Krieg den Pfarrbezirk Salzgitter-Flachstöckheim gründete. Diesem gehörten auch die umliegenden Dörfer Beinum, Ohlendorf, Barum, Lobmachtersen (alle Salzgitter), Groß Flöthe und Cramme (Landkreis Wolfenbüttel) an. Die Gottesdienste wurden zunächst in einem Ladenraum des Gutes abgehalten, später auch in der evangelischen Kirche. 1958 wurde an der Bergmannstraße am Ortsausgang nach Lobmachtersen mit dem Bau einer eigenen Kirche und eines Pfarrhauses begonnen. Das Gotteshaus St. Pius X. und St. Barbara wurde am 16. April 1959 der Gemeinde übergeben. Am 12. Dezember 2008 wurde die Kirche profaniert, im Oktober 2009 wurde das Kirchengebäude abgerissen.

## Politik

### Wappen

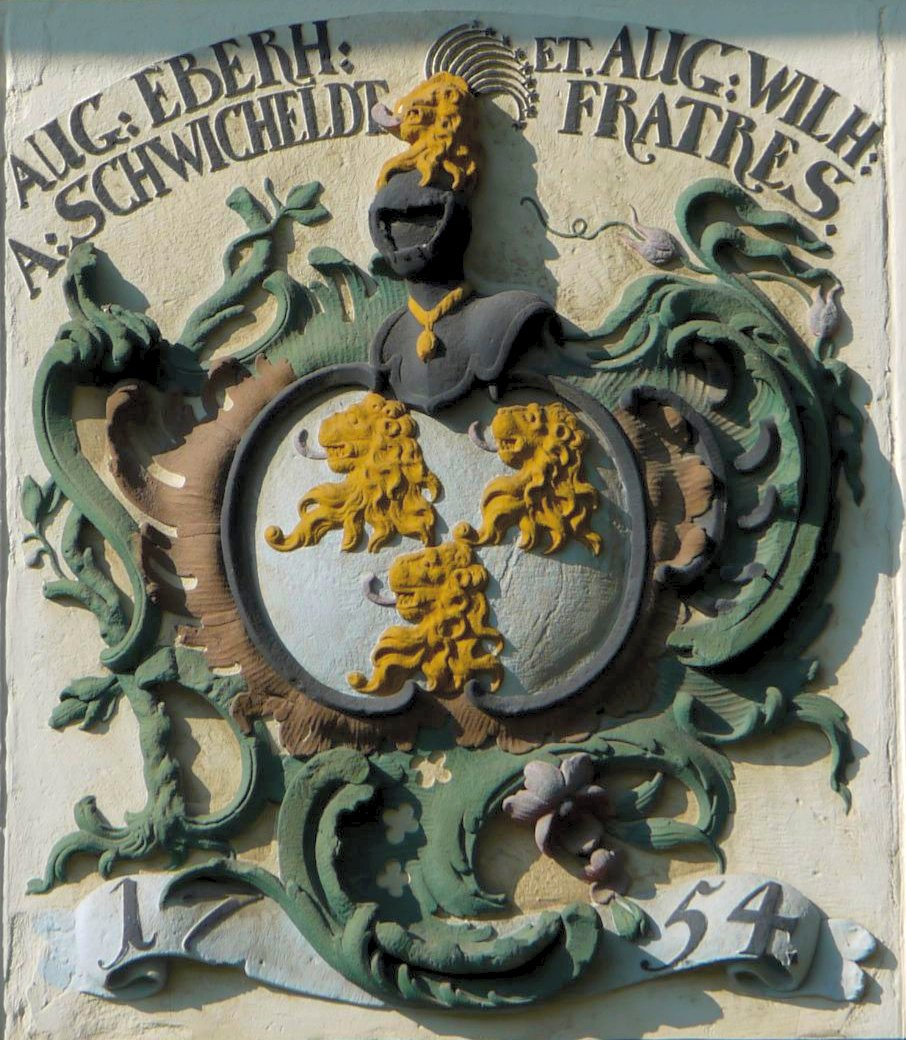
Wappen der Familie von Schwicheldt von 1754

Die beiden gekreuzten "flachen Stöcke" stehen hier als Symbol für den Ortsnamen. Der Löwenkopf ist dem Wappen der Adelsfamilie von Schwicheldt entnommen, der das Gut Flachstöckheim seit 1350 gehört hatte und die bis 1869 hier wohnte. Die Farben Blau und Gelb verweisen auf die Jahrhunderte dauernde Zugehörigkeit des Ortes zum Land Braunschweig.
Das Wappen wurde am 16. März 1987 von einem Dorfausschuss als Ortswappen von Salzgitter-Flachstöckheim angenommen.

## Vereinswesen
- 1868 Gründung des „Männergesangvereins“.
- 1894 Gründung der Freiwilligen Feuerwehr Flachstöckheim.[12]
- 1949 Gründung des „FC Flachstöckheim von 1949 e. V.“
- 1973 Gründung des „Angelsportverein Salzgitter-Flachstöckheim 1973 e. V.“
- 1993 Gründung des „Förderverein der Freiwilligen Feuerwehr Salzgitter – Flachstöckheim“
- 2007 Gründung des „Förderverein Gutspark Flachstöckheim e. V.“[13]
- 2008 Gründung der „Schießsportgemeinschaft Flachstöckheim e. V.“ durch die Fusion der beiden Vereine „Schützengilde“ (gegründet 1969) und „Schützenkameradschaft Adler“.